# Alicante (provins)
Alicante (valencianska: Alacant) är en provins i den autonoma regionen Valencia i sydöstra Spanien. Alicante har en area på 5 816,5 km² och hade ett invånarantal på 1 836 459 invånare (2016). Huvudorten är Alicante. Staden har en stor flygplats, Alicante-Elches flygplats. Orten Torrevieja ligger cirka 40 km söder om Alicante dit många svenskar reser. I denna provins ägs många fastigheter av personer från Sverige.